# Loulé
Loulé es una ciudad portuguesa del distrito de Faro, en la región del Algarve, con cerca de 60 mil habitantes.
Es sede de un municipio de 765,12 km², y 72 348 habitantes (2021), el más poblado del Algarve, subdividido en 9 freguesias. El municipio limita al norte con el municipio de Almodôvar, al este con Alcoutín, Tavira y São Brás de Alportel, al sureste con Faro, al suroeste con Albufeira, al oeste con Silves y al sur tiene litoral en el océano Atlántico. En el concejo de Loulé se sitúa el complejo turístico de Vilamoura.

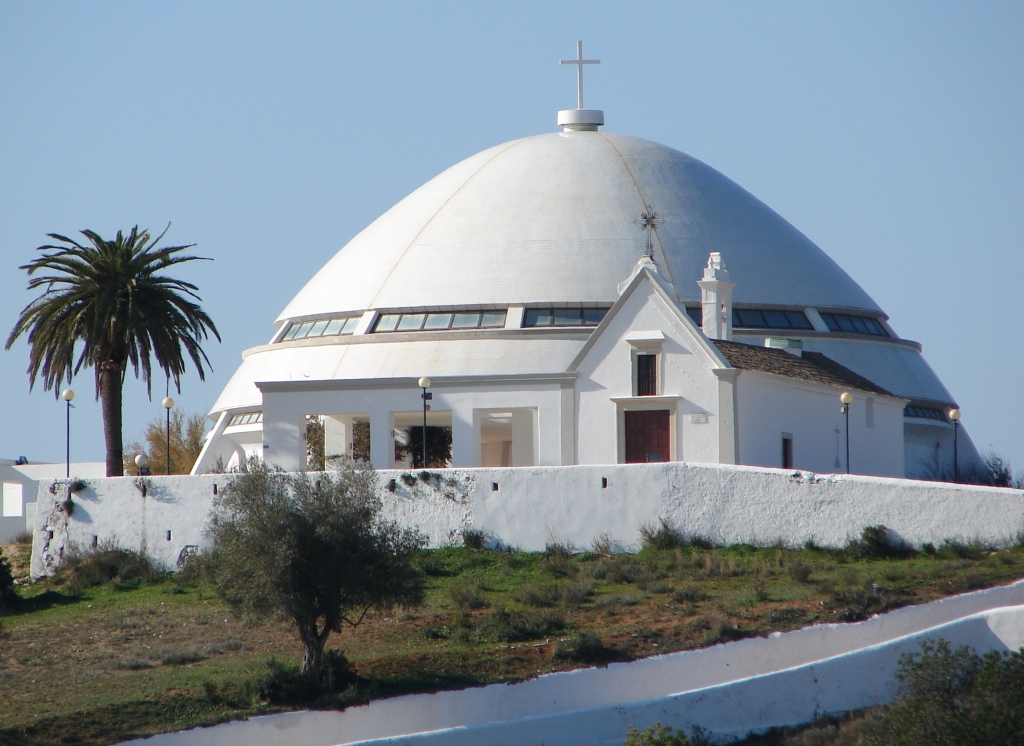
El Santuario de Nuestra Señora de la Piedad (Madre Soberana).

Está comunicada con España por la autopista Faro-Ayamonte.

## Demografía
| Gráfica de evolución demográfica de Loulé entre 1849 y 2021 |
|                                                             |
| Datos según el nomenclátor publicado por el INE portugués.  |

## Historia
La villa de Loulé fue fundada en 1266.
El Castelo de Loulé es la estructura más antigua y emblemática de la ciudad. Construido en 1268 tras la conquista cristiana por Alfonso III de Portugal, quedó prácticamente destruido por el terremoto de Lisboa de 1755, conservándose en la actualidad solo una sección de murallas con tres torres defensivas.

## Fiesta de la Madre Soberana
La celebración de Nossa Senhora da Piedade, la patrona de la ciudad de Loulé, Portugal, conocida como la Madre Soberana, tiene lugar en ese lugar desde hace quinientos años. Esta festividad religiosa, considerada la más importante manifestación del culto mariano al sur de Fátima, se lleva a cabo durante dos semanas, comenzando el domingo de Pascua. La Fiesta de la Madre Soberana se divide en dos momentos distintos: la Festa Pequena, que tiene lugar el Domingo de Resurrección, y la Festa Grande, que se celebra quince días después.

## Freguesias
Las freguesias de Loulé son las siguientes:
- Almancil
- Alte
- Ameixial
- Boliqueime
- Loulé (São Clemente)
- Loulé (São Sebastião)
- Quarteira
- Querença, Tôr e Benafim
- Salir